# اقرقایه
اقرقایه، روستایی از توابع بخش راز و جرگلان شهرستان راز و جرگلان در استان خراسان شمالی ایران است.

## جمعیت
این روستا در دهستان حصارچه قرار دارد و براساس سرشماری مرکز آمار ایران در سال ۱۳۸۵، جمعیت آن ۴۴۲ نفر (۱۰۷خانوار) بوده‌است.